# Chiricoa
Chiricoa, pleme Guahiban Indijanaca nastanjenih u području gornjeg toka rijeke río Ele u Kolumbiji. Tradicionalno, kako su opisivani, oni i Guahibo su pravi nomadski lovci, sakupljači i ribari koji su išli gotovo goli. Danas njihovu kulturu karakterizira tropska hortikultura s uzgojem raznih vrsta gorkih yucca i drugog bilja, kao i upotreba psihotropskog bilja u ceremonijama, a najvažnije su priprema mladeži u društvo odraslih i ritual itomo. Sustav srodstva je dravidskog tipa ( 'Dravidian' ; vidi sustav srodstva)